# Kommunal vänster
Kommunal vänster var ett lokalt politiskt parti som var registrerat för val till kommunfullmäktige i Mariestads kommun. Partiet var en utbrytning ur SKP och var representerat i Mariestads kommunfullmäktige mandatperioden 1988/1991. En partibildning med samma namn som samverkade med vänsterpartiet har även funnits i Hammarö kommun.